# Fehim Čurčić

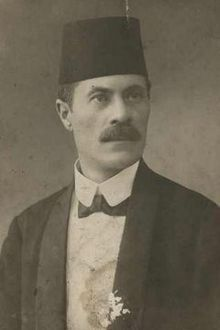
Fehim Čurčić

Fehim Effendi Čurčić (* 1866 in Sarajevo; † 1916 in Grimmenstein, Niederösterreich) war Bürgermeister von Sarajevo.
Čurčić, der Spross einer einflussreichen muslimischen Familie, amtierte von 1910 bis 1915 als Bürgermeister von Sarajevo, damals Hauptstadt der österreichisch-ungarischen Provinz Bosnien. Seine Verwaltungstätigkeit erledigte Čurčić dabei unter der Oberaufsicht des Landeschefs von Bosnien Oskar Potiorek beziehungsweise des österreichischen Finanzministers Bilinski. Als Bürgermeister hatte er qua Verfassung 1910 bis 1915 eine Virilstimme im Landtag von Bosnien und Herzegowina.
Das herausragende Ereignis von Čurčićs Amtszeit war das Attentat von Sarajevo auf den österreichischen Thronfolger Franz Ferdinand am 28. Juni 1914 dessen Zeuge er wurde, als der Erzherzog nach einem Empfang im Rathaus von Sarajevo durch Čurčić und die Honoratioren der Stadt bei einer Fahrt durch die Innenstadt erschossen wurde.
Čurčić bekleidete das Bürgermeisteramt, bis 1915 die städtische Volksvertretung aufgelöst wurde. Er starb im darauffolgenden Jahr in einem Sanatorium im österreichischen Kurort Grimmenstein.
Es ist bemerkenswert, dass Čurčić der letzte Bürgermeister Sarajevos unter österreichisch-ungarischer Herrschaft war, während sein Vater Ragib Čurčić das letzte Stadtoberhaupt unter türkischer Herrschaft war.